# Ljoedmila Borisova
Ljoedmila Borisova (Russisch: Людмила Борисова) (Sint-Petersburg, 3 augustus 1966) is een voormalige Russische atlete, die gespecialiseerd was in de middellange afstand. Zij kwam aanvankelijk uit voor de Sovjet-Unie en nadien voor haar geboorteland. Ze nam eenmaal deel aan de Olympische Spelen, maar won hierbij geen medailles.

## Biografie
Borisova verbeterde op 5 augustus 1984 met haar teamgenotes Nadezjda Olizarenko, Ljoebov Goerina en Irina Podjalovskaja het wereldrecord op de zelden gelopen 4 x 800 m estafette naar 7.50,17.
Op de wereldkampioenschappen van 1993 in Stuttgart werd ze in de finale van de 3000 m achtste met een tijd van 8.40,78. De wedstrijd werd gewonnen door de Chinese Qu Yunxia in 8.28,71.
In 1994 won ze op de 5000 m een zilveren medaille bij de IAAF Grand Prix Finale in Parijs. Met een tijd van 15.14,61 eindigde ze achter de Ierse Sonia O'Sullivan (goud) en voor de Britse Alison Wyeth (brons). In datzelfde jaar won ze op de 3000 m een gouden medaille tijdens de Europacup wedstrijd in het Engelse Birmingham.
Op de Olympische Spelen van 1996 in Atlanta werd ze op de 1500 m zevende in 4.05,90.

## Titels
- Sovjet-Russisch kampioene 3000 m - 1991
- Russisch kampioene 1500 m - 1995

## Persoonlijke records
| Onderdeel   | Prestatie | Datum            | Plaats    |
| ----------- | --------- | ---------------- | --------- |
| 1500 m      | 4.04,78   | 9 augustus 1995  | Göteborg  |
| 1 Eng. mijl | 4.28,06   | 2 juli 1997      | Lausanne  |
| 3000 m      | 8.40,78   | 16 augustus 1993 | Stuttgart |
| 5000 m      | 15.12,52  | 18 augustus 1995 | Keulen    |

## Palmares

### 1500 m
- 1995: 5e WK - 4.04,78
- 1996: 7e OS - 4.05,90

### 1 Eng. mijl
- 1997: 6e Grand Prix Finale - 4.42,19

### 3000 m
- 1989: 6e WK indoor - 9.04,75
- 1991: 13e WK - 8.51,49
- 1991: 4e Universiade
- 1993: 8e WK - 8.40,78
- 1993: 4e Grand Prix Finale - 8.48,74
- 1994:  Europacup - 8.52,21
- 1994: 4e Goodwill Games
- 1994: 5e EK - 8.41,71

### 5000 m
- 1994:  Grand Prix Finale - 15.14,61

### 5 km
- 1992:  BOclassic - 16.05
- 1993:  BOclassic - 16.01